# Leif Yttergren
Karl Leif Yttergren (Stoccolma, 24 luglio 1956) è un ex cestista svedese.

## Carriera
In carriera ha militato nel Duvbo IK. Con la Svezia ha disputato i Giochi di Mosca 1980.